# Kamperland
Kamperland es una localidad del municipio de Noord-Beveland, en la provincia de Zelanda (Países Bajos). Está situada a unos 11 km al noreste de Middelburg.
- Datos: Q1723294
- Multimedia: Kamperland / Q1723294